# Chile i olympiska sommarspelen 2008
Chile deltog i olympiska sommarspelen 2008 med 27 tävlande i 16 olika sporter.

## Cykling
- Huvudartikel: Cykling vid olympiska sommarspelen 2008

### Mountainbike
Herrar
| Cyklist         | Gren         | Tid                      | Placering                |
| --------------- | ------------ | ------------------------ | ------------------------ |
| Cristóbal Silva | Mountainbike | Varvad med två varv kvar | Varvad med två varv kvar |

Damer
| Cyklist          | Gren         | Tid                      | Placering                |
| ---------------- | ------------ | ------------------------ | ------------------------ |
| Francisca Campos | Mountainbike | Varvad med två varv kvar | Varvad med två varv kvar |

### Landsväg
Herrar
| Cyklist            | Gren      | Tid              | Placering |
| ------------------ | --------- | ---------------- | --------- |
| Patricio Almonacid | Linjelopp | DNF              | DNF       |
| Gonzalo Garrido    | Linjelopp | 6:36:48 (+12:59) | 70:e      |

### Bana
| Cyklist         | Gren                | Poäng/varv | Placering |
| --------------- | ------------------- | ---------- | --------- |
| Marco Arriagada | Herrarnas poänglopp | 1          | 18:e      |

## Friidrott
- Huvudartikel: Friidrott vid olympiska sommarspelen 2008

Förkortningar
- Noteringar – Placeringarna avser endast löparens eget heat
- Q = Kvalificerad till nästa omgång
- q = Kvalificerade sig till nästa omgång som den snabbaste idrottaren eller, i fältgrenarna, via placering utan att uppnå kvalgränsen.
- NR = Nationellt rekord
- N/A = Omgången ingick inte i grenen
- Bye = Idrottaren behövde inte delta i denna omgång

Herrar
Bana och landsväg
| Idrottare          | Gren    | Heat     | Heat      | Kvartsfinal      | Kvartsfinal      | Semifinal        | Semifinal        | Final            | Final            |
| Idrottare          | Gren    | Resultat | Placering | Resultat         | Placering        | Resultat         | Placering        | Resultat         | Placering        |
| ------------------ | ------- | -------- | --------- | ---------------- | ---------------- | ---------------- | ---------------- | ---------------- | ---------------- |
| Roberto Echeverria | Maraton | i.u.     | i.u.      | i.u.             | i.u.             | i.u.             | i.u.             | 2:23:54          | 49               |
| Cristián Reyes     | 200 m   | 21.20    | 7         | Gick inte vidare | Gick inte vidare | Gick inte vidare | Gick inte vidare | Gick inte vidare | Gick inte vidare |

Fältgrenar
| Idrottare           | Gren          | Kval    | Kval      | Final            | Final            |
| Idrottare           | Gren          | Distans | Placering | Distans          | Placering        |
| ------------------- | ------------- | ------- | --------- | ---------------- | ---------------- |
| Ignacio Guerra      | Spjutkastning | 73.03   | 24        | Gick inte vidare | Gick inte vidare |
| Marco Antonio Verni | Kulstötning   | 17.96   | 39        | Gick inte vidare | Gick inte vidare |

Kombinerade grenar – Tiokamp
| Idrottare          | Gren     | 100 m | LJ   | SP    | HJ   | 400 m | 110H  | DT    | PV | JT  | 1500 m | Final | Placering |
| ------------------ | -------- | ----- | ---- | ----- | ---- | ----- | ----- | ----- | -- | --- | ------ | ----- | --------- |
| Gonzalo Barroilhet | Resultat | 11.33 | 7.08 | 13.23 | 1.93 | 51.91 | 14.26 | 46.07 | NM | DNS | —      | DNF   | DNF       |
| Gonzalo Barroilhet | Poäng    | 789   | 833  | 681   | 740  | 729   | 941   | 789   | 0  | 0   | —      | DNF   | DNF       |

Damer
Fältgrenar
| Idrottare    | Gren        | Kval  | Kval      | Final            | Final            |
| Idrottare    | Gren        | Längd | Placering | Längd            | Placering        |
| ------------ | ----------- | ----- | --------- | ---------------- | ---------------- |
| Natalia Duco | Kulstötning | 17.40 | 22        | Gick inte vidare | Gick inte vidare |

## Fäktning
- Huvudartikel: Fäktning vid olympiska sommarspelen 2008

Herrar
| Idrottare       | Gren                | Omgång 1              | Sextondelsfinal         | Åttondelsfinal    | Kvartsfinal       | Semifinal         | Final / BM        | Final / BM       |
| Idrottare       | Gren                | Motståndare Poäng     | Motståndare Poäng       | Motståndare Poäng | Motståndare Poäng | Motståndare Poäng | Motståndare Poäng | Placering        |
| --------------- | ------------------- | --------------------- | ----------------------- | ----------------- | ----------------- | ----------------- | ----------------- | ---------------- |
| Paris Inostroza | Värja, individuellt | Nishida (JPN) W 15–11 | Fernández (VEN) L 10–15 | Gick inte vidare  | Gick inte vidare  | Gick inte vidare  | Gick inte vidare  | Gick inte vidare |

## Judo
Herrar
| Idrottare    | Gren                   | Inledande omgång     | Sextondelsfinal          | Åttondelsfinal       | Kvartsfinal          | Semifinal            | Återkval 1           | Återkval 2           | Återkval 3           | Final / BM           | Final / BM       |
| Idrottare    | Gren                   | Motståndare Resultat | Motståndare Resultat     | Motståndare Resultat | Motståndare Resultat | Motståndare Resultat | Motståndare Resultat | Motståndare Resultat | Motståndare Resultat | Motståndare Resultat | Placering        |
| ------------ | ---------------------- | -------------------- | ------------------------ | -------------------- | -------------------- | -------------------- | -------------------- | -------------------- | -------------------- | -------------------- | ---------------- |
| Felipe Novoa | Halv lättvikt (-66 kg) | BYE                  | Casale (ITA) L 0000–1000 | Gick inte vidare     | Gick inte vidare     | Gick inte vidare     | Gick inte vidare     | Gick inte vidare     | Gick inte vidare     | Gick inte vidare     | Gick inte vidare |

## Kanotsport
Slalom
| Pablo McCandless | Herrarnas K-1 slalom | 88.24 | 17 | 88.40 | 14 | 176.64 | 16 | Gick inte vidare | Gick inte vidare | Gick inte vidare | Gick inte vidare | Gick inte vidare | Gick inte vidare |

## Modern femkamp
| Idrottare       | Gren   | Skytte (10 meter luftpistol) | Skytte (10 meter luftpistol) | Skytte (10 meter luftpistol) | Fäktning (värja) | Fäktning (värja) | Fäktning (värja) | Simning (200 m frisim) | Simning (200 m frisim) | Simning (200 m frisim) | Ridsport (hästhoppning) | Ridsport (hästhoppning) | Ridsport (hästhoppning) | Löpning (3000 m) | Löpning (3000 m) | Löpning (3000 m) | Totalpoäng | Slutresultat |
| Idrottare       | Gren   | Poäng                        | Placering                    | MF-poäng                     | Resultat         | Placering        | MF-poäng         | Tid                    | Placering              | MF-poäng               | Straff                  | Placering               | MF-poäng                | Tid              | Placering        | MF-poäng         | Totalpoäng | Slutresultat |
| --------------- | ------ | ---------------------------- | ---------------------------- | ---------------------------- | ---------------- | ---------------- | ---------------- | ---------------------- | ---------------------- | ---------------------- | ----------------------- | ----------------------- | ----------------------- | ---------------- | ---------------- | ---------------- | ---------- | ------------ |
| Cristián Bustos | Herrar | 178                          | 21                           | 1072                         | 12–23            | 33               | 688              | 2:15,26                | 35                     | 1180                   | 296                     | 23                      | 904                     | 9:19,01          | 6                | 1164             | 5008       | 27           |

## Ridsport

### Fälttävlan
| Ryttare          | Häst         | Gren                   | Dressyr | Dressyr   | Terräng    | Terräng    | Terräng    | Hoppning         | Hoppning         | Hoppning         | Hoppning         | Hoppning         | Hoppning         | Totalt           | Totalt           |
| Ryttare          | Häst         | Gren                   | Dressyr | Dressyr   | Terräng    | Terräng    | Terräng    | Kval             | Kval             | Kval             | Final            | Final            | Final            | Totalt           | Totalt           |
| Ryttare          | Häst         | Gren                   | Straff  | Placering | Straff     | Totalt     | Placering  | Straff           | Totalt           | Placering        | Straff           | Totalt           | Placering        | Straff           | Placering        |
| ---------------- | ------------ | ---------------------- | ------- | --------- | ---------- | ---------- | ---------- | ---------------- | ---------------- | ---------------- | ---------------- | ---------------- | ---------------- | ---------------- | ---------------- |
| Sergio Iturriaga | Lago Rupanco | Individuell fälttävlan | 63,00   | 60        | Eliminerad | Eliminerad | Eliminerad | Gick inte vidare | Gick inte vidare | Gick inte vidare | Gick inte vidare | Gick inte vidare | Gick inte vidare | Gick inte vidare | Gick inte vidare |

## Rodd
Herrar
| Óscar Vásquez | Singelsculler | 7:39,58 | 3 QF | 7:06,61 | 4 SC/D | 7:17,17 | 2 FC | 7:07,02 | 16 |

Damer
| Idrottare    | Gren          | Heat    | Heat      | Kvartsfinal | Kvartsfinal | Semifinal | Semifinal | Final   | Final     | Final |
| Idrottare    | Gren          | Tid     | Placering | Tid         | Placering   | Tid       | Placering | Tid     | Placering |       |
| ------------ | ------------- | ------- | --------- | ----------- | ----------- | --------- | --------- | ------- | --------- | ----- |
| Soraya Jadué | Singelsculler | 8:04,08 | 5 QF      | 7:51,52     | 4 SC/D      | 8:13,67   | 2 FC      | 7:48,35 | 17        |       |

## Segling
Herrar
| Seglare          | Gren  | Lopp | Lopp | Lopp | Lopp | Lopp | Lopp | Lopp | Lopp | Lopp | Lopp | Lopp | Summerad poäng | Finalplacering |
| Seglare          | Gren  | 1    | 2    | 3    | 4    | 5    | 6    | 7    | 8    | 9    | 10   | M*   | Summerad poäng | Finalplacering |
| ---------------- | ----- | ---- | ---- | ---- | ---- | ---- | ---- | ---- | ---- | ---- | ---- | ---- | -------------- | -------------- |
| Matías del Solar | Laser | 3    | 34   | 30   | 25   | 21   | 9    | 25   | 23   | DNF  | CAN  | EL   | 170            | 25             |

M = Medaljlopp; EL = Eliminerad – gick inte vidare till medaljloppet;

## Simning
- Huvudartikel: Simning vid olympiska sommarspelen 2008

## Skytte
- Huvudartikel: Skytte vid olympiska sommarspelen 2008

## Tennis
| Spelare                         | Gren       | Omgång 1                | Omgång 2                                 | Åttondelsfinaler        | Kvartsfinaler            | Semifinaler                  | Final / BM                       | Final / BM       |
| Spelare                         | Gren       | Motståndare Poäng       | Motståndare Poäng                        | Motståndare Poäng       | Motståndare Poäng        | Motståndare Poäng            | Motståndare Poäng                | Placering        |
| ------------------------------- | ---------- | ----------------------- | ---------------------------------------- | ----------------------- | ------------------------ | ---------------------------- | -------------------------------- | ---------------- |
| Fernando González               | Herrsingel | Sun P (CHN) W 6–4, 6–4  | Čilić (CRO) W 6–4, 6–2                   | Rochus (BEL) W 6–0, 6–3 | Mathieu (FRA) W 6–4, 6–4 | Blake (USA) W 4–6, 7–5, 11–9 | Nadal (ESP) L 3–6, 6–7(2–7), 3–6 | 2                |
| Nicolas Massú                   | Herrsingel | Darcis (BEL) W 6–4, 7–5 | Nalbandian (ARG) L 6–7(0–7), 1–6         | Gick inte vidare        | Gick inte vidare         | Gick inte vidare             | Gick inte vidare                 | Gick inte vidare |
| Fernando González Nicolas Massú | Herrdubbel | i.u.                    | Tursunov / Jouzjnj (RUS) L 6–7(5–7), 4–6 | Gick inte vidare        | Gick inte vidare         | Gick inte vidare             | Gick inte vidare                 | Gick inte vidare |

## Triathlon
| Triathlet       | Gren               | Simning (1,5 km) | Trans 1 | Cykling (40 km) | Trans 2 | Löpning (10 km) | Total tid  | Placering |
| --------------- | ------------------ | ---------------- | ------- | --------------- | ------- | --------------- | ---------- | --------- |
| Bárbara Riveros | Damernas triathlon | 20:21            | 0:28    | 1:26:52         | 0:34    | 36:16           | 2:03:42,56 | 25        |

## Tyngdlyftning
- Huvudartikel: Tyngdlyftning vid olympiska sommarspelen 2008